# Алга (Бугульминский район)
Алга — посёлок в Бугульминском районе Республики Татарстан Российской Федерации. Входит в состав Малобугульминского сельского поселения.

## География
Посёлок расположен в 10 километрах к юго-востоку от города Бугульма.  

## История
Посёлок основан в 1925 году. Входил в состав Бугульминской волости Бугульминского кантона ТАССР. С 10 августа 1930 года в Бугульминском районе. 

## Население
| 1926 | 1938 | 1949 | 1958 | 1970 | 1979 | 1989 | 2000 | 2010 |
| ---- | ---- | ---- | ---- | ---- | ---- | ---- | ---- | ---- |
| 88   | 197  | 200  | 146  | 153  | 111  | 91   | 70   | 96   |

## Экономика
Полеводство, скотоводство.

## Социальная инфраструктура
Начальная школа, клуб. 